# Synodontis frontosa
Synodontis frontosa är en fiskart som beskrevs av Vaillant, 1895. Synodontis frontosa ingår i släktet Synodontis och familjen Mochokidae. IUCN kategoriserar arten globalt som livskraftig. Inga underarter finns listade i Catalogue of Life.